# Нова Божурна
Нова Божурна је насељено место града Прокупља у Топличком округу. Према попису из 2022. било је 214 становника (према попису из 1991. било је 260 становника).

## Историја
У месту су 1880. године колонизовани сиромашни сељаци претежно Срби (мада има и других нација) Војвођани, позвани од српске владе. Пристигло је ту 40 породица које су почеле живот из почетка, са земљом и другим привилегијама добијеним од српске државе. Мирни и вредни домаћини Банаћани су се теже уклапали са осталим насељеницима. Тако је 1890. године стигло пред Народну скупштину у Београду писмо из Нове Божурне. У њему су молили да се из њиховог села иселе Црногорци, "јер они Банаћани не могу заједно са Црногорцима". Председник скупштине је предмет упутио министру унутрашњих дела на поступање. Такође један колонист из места Гарчела Томаш иначе инвалид обратио се захтевом за државну помоћ.
Године 1901. место је заједно са још неколико села било у саставу Југ-Богдановачке општине.

## Демографија
У насељу Нова Божурна живи 192 пунолетна становника, а просечна старост становништва износи 42,8 година (40,0 код мушкараца и 45,7 код жена). У насељу има 76 домаћинстава, а просечан број чланова по домаћинству је 3,14.
Ово насеље је великим делом насељено Србима (према попису из 2002. године).
|  |

| Демографија | Демографија | Демографија |
| Година      | Становника  | Становника  |
| ----------- | ----------- | ----------- |
| 1948.       | 306         |             |
| 1953.       | 314         |             |
| 1961.       | 295         |             |
| 1971.       | 273         |             |
| 1981.       | 235         |             |
| 1991.       | 260         | 242         |
| 2002.       | 239         | 265         |

| Етнички састав према попису из 2002.‍ | Етнички састав према попису из 2002.‍ | Етнички састав према попису из 2002.‍ | Етнички састав према попису из 2002.‍ | Етнички састав према попису из 2002.‍ |
| ------------------------------------ | ------------------------------------ | ------------------------------------ | ------------------------------------ | ------------------------------------ |
|                                      |                                      |                                      |                                      |                                      |
| Срби                                 | Срби                                 |                                      | 226                                  | 94,56%                               |
| Роми                                 | Роми                                 |                                      | 8                                    | 3,34%                                |
| Словенци                             | Словенци                             |                                      | 1                                    | 0,41%                                |
| Југословени                          | Југословени                          |                                      | 1                                    | 0,41%                                |
| непознато                            | непознато                            |                                      | 0                                    | 0,0%                                 |

| Година пописа     | 1948. | 1953. | 1961. | 1971. | 1981. | 1991. | 2002. |
| ----------------- | ----- | ----- | ----- | ----- | ----- | ----- | ----- |
| Број домаћинстава | 55    | 60    | 69    | 74    | 69    | 78    | 76    |

| Број чланова      | 1  | 2  | 3 | 4  | 5 | 6 | 7 | 8 | 9 | 10 и више | Просек |
| ----------------- | -- | -- | - | -- | - | - | - | - | - | --------- | ------ |
| Број домаћинстава | 14 | 22 | 7 | 18 | 5 | 8 | 1 | 1 | 0 | 0         | 3,14   |

| Пол    | Укупно | Неожењен/Неудата | Ожењен/Удата | Удовац/Удовица | Разведен/Разведена | Непознато |
| ------ | ------ | ---------------- | ------------ | -------------- | ------------------ | --------- |
| Мушки  | 103    | 32               | 57           | 10             | 4                  | 0         |
| Женски | 100    | 14               | 58           | 24             | 4                  | 0         |
| УКУПНО | 203    | 46               | 115          | 34             | 8                  | 0         |

| Пол    | Укупно                    | Пољопривреда, лов и шумарство | Рибарство                            | Вађење руде и камена | Прерађивачка индустрија       |
| ------ | ------------------------- | ----------------------------- | ------------------------------------ | -------------------- | ----------------------------- |
| Мушки  | 36                        | 4                             | 0                                    | 0                    | 15                            |
| Женски | 18                        | 1                             | 0                                    | 0                    | 9                             |
| УКУПНО | 54                        | 5                             | 0                                    | 0                    | 24                            |
| Пол    | Производња и снабдевање   | Грађевинарство                | Трговина                             | Хотели и ресторани   | Саобраћај, складиштење и везе |
| Мушки  | 1                         | 2                             | 2                                    | 0                    | 5                             |
| Женски | 0                         | 0                             | 3                                    | 0                    | 1                             |
| УКУПНО | 1                         | 2                             | 5                                    | 0                    | 6                             |
| Пол    | Финансијско посредовање   | Некретнине                    | Државна управа и одбрана             | Образовање           | Здравствени и социјални рад   |
| Мушки  | 0                         | 0                             | 4                                    | 1                    | 2                             |
| Женски | 0                         | 0                             | 0                                    | 0                    | 2                             |
| УКУПНО | 0                         | 0                             | 4                                    | 1                    | 4                             |
| Пол    | Остале услужне активности | Приватна домаћинства          | Екстериторијалне организације и тела | Непознато            | Непознато                     |
| Мушки  | 0                         | 0                             | 0                                    | 0                    | 0                             |
| Женски | 0                         | 0                             | 0                                    | 2                    | 2                             |
| УКУПНО | 0                         | 0                             | 0                                    | 2                    | 2                             |